# Craig Patrick
Craig Patrick (* 20. Mai 1946 in Detroit, Michigan) ist ein ehemaliger US-amerikanischer Eishockeyspieler, -trainer und -funktionär sowie derzeitiger -scout, der im Verlauf seiner aktiven Karriere zwischen 1966 und 1979 unter anderem 403 Spiele für die California Golden Seals, St. Louis Blues, Kansas City Scouts und Washington Capitals in der National Hockey League (NHL) sowie 30 weitere für die Minnesota Fighting Saints in der World Hockey Association (WHA) auf der Position des Centers bestritten hat. Von 1989 bis 2006 fungierte Patrick als General Manager der Pittsburgh Penguins, die in diesem Zeitraum zweimal den Stanley Cup gewannen. Für seine Verdienste um das Eishockey wurde er im Jahr mit der Aufnahme in die Hockey Hall of Fame geehrt.

## Karriere
Im Alter von 14 Jahren wurde Patrick nach in die kanadische Provinz Québec geschickt, um in der Ligue de hockey junior majeur du Québec (LHJMQ) für die Maroons de Lachine und später die Canadien junior de Montréal zu spielen. Er besuchte daraufhin die University of Denver, wo er in den Jahren 1968 und 1969 dem Team der Pioneers maßgeblich zum Gewinn der nationalen College-Meisterschaft der National Collegiate Athletic Association (NCAA) verhalf. Zudem lief er in den Jahren zwischen 1969 und 1971 für die Auswahlmannschaft des US-amerikanischen Eishockeyverbandes USA Hockey auf und nahm mit der Nationalmannschaft der Vereinigten Staaten am Canada Cup 1976 teil.
Anschließend verbrachte Patrick spielte acht Spielzeiten in der National Hockey League (NHL), wo er für die California Golden Seals, St. Louis Blues, Kansas City Scouts und Washington Capitals auflief. Nur einmal erreichte er mit den St. Louis Blues die Playoffs. Diese Zeit wurde im Jahr 1976 lediglich von einem Abstecher in die World Hockey Association (WHA) zu den Minnesota Fighting Saints unterbrochen. Im Jahr 1979 zog sich der 33-Jährige aus dem aktiven Sport zurück.
In der Folge assistierte er unter Herb Brooks bei den Olympischen Winterspielen 1980 in Lake Placid als General Manager und Assistenztrainer beim Gewinn der Goldmedaille, was als „Miracle on Ice“ in die Sportgeschichte einging. Im Anschluss wurde er im Jahr 1980 zum Director of Hockey Operations bei den New York Rangers aus der NHL ernannt, ehe er als Nachfolger von Fred Shero ein Jahr später der jüngste General Manager in der Geschichte der Rangers wurde. Er trainierte die Rangers kurzzeitig auch in den Spieljahren 1980/81 und 1984/85. Im Dezember 1989 wurde der US-Amerikaner zum General Manager der Pittsburgh Penguins ernannt. Während seiner Amtszeit gewannen die Penguins zwei Stanley Cups und eine Presidents’ Trophy. Patrick war auch zweimal für kurze Zeit Interimstrainer während der Spielzeiten 1989/90 und 1996/97. Patrick wurde von „The Sporting News“ in den Jahren 1998 und 1999 zum Funktionär des Jahres ernannt.
Seit 1996 ist er Mitglied der United States Hockey Hall of Fame. Fünf Jahre später wurde er in der Kategorie Builder in die Hockey Hall of Fame aufgenommen und wurde das erste Mitglied, das zusammen mit seinem Vater und Großvater in die Ruhmeshalle Einzug erhalten hat. Ihm wurde 2000 die Lester Patrick Trophy – benannt nach seinem Großvater – für seinen außergewöhnlichen Einsatz für den Eishockeysport in den USA verliehen.

## Erfolge und Auszeichnungen

### Als Spieler
- 1968 NCAA-Division-I-Championship mit der University of Denver
- 1969 NCAA-Division-I-Championship mit der University of Denver
- 1970 Aufstieg in die A-Gruppe bei der B-Weltmeisterschaft

### Als Trainer und Funktionär
| - 1980 Goldmedaille bei den Olympischen Winterspielen (als Assistenztrainer) - 1991 Stanley-Cup-Gewinn mit den Pittsburgh Penguins (als General Manager) - 1992 Stanley-Cup-Gewinn mit den Pittsburgh Penguins (als General Manager) - 1996 Aufnahme in die United States Hockey Hall of Fame | - 2000 Lester Patrick Trophy - 2001 Aufnahme in die Hockey Hall of Fame - 2002 Silbermedaille bei den Olympischen Winterspielen (als General Manager) |

## Karrierestatistik

### International
Vertrat die USA bei:
- B-Weltmeisterschaft 1970
- Weltmeisterschaft 1971
- Canada Cup 1976
- Weltmeisterschaft 1979

(Legende zur Spielerstatistik: Sp oder GP = absolvierte Spiele; T oder G = erzielte Tore; V oder A = erzielte Assists; Pkt oder Pts = erzielte Scorerpunkte; SM oder PIM = erhaltene Strafminuten; +/− = Plus/Minus-Bilanz; PP = erzielte Überzahltore; SH = erzielte Unterzahltore; GW = erzielte Siegtore; 1 Play-downs/Relegation; Kursiv: Statistik nicht vollständig)

### NHL-Trainerstatistik
(Legende zur Trainerstatistik: Sp oder GC = Spiele insgesamt; W oder S = erzielte Siege; L oder N = erzielte Niederlagen; T oder U = erzielte Unentschieden; OTL oder OTN = erzielte Niederlagen nach Overtime oder Shootout; Pts oder Pkt = erzielte Punkte; Pts% oder Pkt% = Punktquote; Win% = Siegquote; Resultat = erreichte Runde in den Play-offs)

## Familie
Craig Patrick ist der Enkel von Lester Patrick, einem der Gründer des modernen Eishockey und ist in der dritten Generation Mitglied einer Familie, die ihren Namen auf dem Stanley Cup eingraviert bekommen hat und in der Hall of Fame ist. Sein Vater ist Lynn Patrick, Mitglied in der Hockey Hall of Fame.